# John Meaney
John Meaney, född 1957 i London, är en brittisk science fiction-författare.

## Biografi
Meaney växte upp i London och Slough med sin bror Colm (som inte är densamme som Star Trek skådespelaren Colm Meaney). Han har ägnat sig åt budō sedan tonåren och har svart bälte i shōtōkan ryū karate.
Meaney började sin akademiska studier på Birmingham University och har tagit en kombinarad examen i fysik och datavetenskap från Open University. Han har bedrivit forskarstudier vid Oxford University och är deltids IT-konsult.
Meaney bor i Kent med sin fru Yvonne.

### Kampsportkarriär
Meaney  var som 11-åring i Slough Grammar School överviktig och astmatisk och passade inte för sporter som rugby och fotboll utan fick nöja sig med målvaktsrollen i landhockey-teamet. Det var kallt och eländigt och först i 5:e klass som 15-åring i ett arrangemang med det lokala gymnasiet fick han sin första jūdō-lektion, som blev en lyckosam förändring. Hans lärare hade extra fighting-träning med intresserade, vilket ledde vidare till  Wuzuquan, en tuff kinesisk kampsport.
Vid Birmingham 1975 bytte Meaney till shōtōkan karate och som skollagskapten och under nya tränare gick in för träningen med löpning och viktlyft. Under 80-talet tränade han vidare i Wales och Eastleigh, Hampshire och slutligen Kent för namnkunniga tränare. I samband med nytt mjukvarubolagsjobb med pendling till London kom han under fem sex år att träna för Enoeda Keinosuke, 8:e dan. 
Här blev det snart ett längre uppehåll för att ägna mer tid åt skrivandet  och det är först nyligen, som han tagit upp karaten igen, åter med Paul Watson, nu 6:e dan.  Under åren kom han i träna med kända namn som Terry O'Neill, Andy Sherry och Dave Hazard.  Meaney  prövade även på andra kampsporter företrädda av Dan Inosanto Jeet Kune Do, krav maga med Eyal Yanilov och kickboxning mm med Bill Wallace. MMA fick honom att anpassa träningen.
I Lou Anders’ intervju för SF Site i september 2002 noterar Maeney att "The training's been a part of my life for decades, which included eleven years at Enoeda Sensei's elite shotokan dojo in London. That's the autobiographical part of Paradox: the bookish kid who is awe-struck at the first sight of martial arts, and never loses that joyful wonder." Han fäller ytterligare kommentarer som låter antyda att träningen blivit beroende-framkallande.

## Författarkarriär
Meaneys science fiction började dyka upp 1992, först med "Spring Rain" i juli 1992-utgåvan av Interzone och sedan även i andra antologier. Han har publicerat över ett dussin korta stycken fram till 2006. Hans långnovell "Sharp Tang" var nominerad till British Science Fiction Association Award 1995. Hans första och andra roman, To Hold Infinity och Paradox, var BSFA nominerade till bästa roman 1999 respektive 2001. To Hold Infinity var även utvald som en av Daily Telegraphs "Books of the Year".
Meaney är inbjuden gäst på Fantastika 2013.

## Arbeten
- To Hold Infinity Bantam/Transworld (1998)

### Nulapeiron-sekvensen
1. Paradox Bantam/Transworld (2000)
2. Context Bantam/Transworld (2002)
3. Resolution Bantam/Transworld (2005)

### Tristopolis
1. Bone Song Gollancz/Orion (2007)
2. Dark Blood Gollancz/Orion (2008) - släppt som Black Blood i USA 2009

### Ragnarök
1. Absorption Gollancz/Orion (2010)
2. Transmission Gollancz/Orion (2012)
3. Resonance Gollancz/Orion (2013)

### Skrivet som Thomas Blackthorne
1. Edge Angry Robot (2010)
2. Point Angry Robot (2011)

## Omdömen
Charles Stross har på en fråga om lästips kommenterat (i svensk översättning):
"Och om du gillar hard-SF/adventure/high concept, så kan du göra en massa värre saker än att utforska John Meaneys arbeten, möjligtvis genom att börja med Paradox (den första i Nulapeiron-trilogin)."
Lou Anders, som i sin intervju 2002 tog upp fightingscener, säger sig uppskatta de starka kampsport-influenserna i Meaneys arbeten. Han är van vid att SF-litteratur är vida beskedligare än dess filmade motsvarigheter, men finner ändå beskrivningarna av stridsteknikerna engagerande här. Det är tydligt att Meaney talar från egen erfarenhet.